# Agabus bakeri
Agabus bakeri är en skalbaggsart som först beskrevs av Zimmermann 1924.  Agabus bakeri ingår i släktet Agabus och familjen dykare. Inga underarter finns listade i Catalogue of Life.